# Inverz függvény

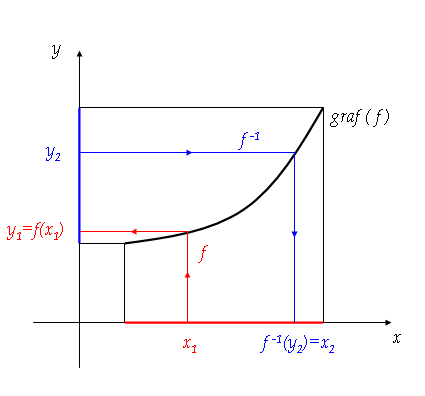

A matematikában valamely függvény (vagy leképezés) inverzén („megfordításán”) azt a relációt értjük, amely által az eredeti függvény kiinduló adataiból nyert eredményekből (a képelemekből) visszanyerhetőek a kiinduló adatok. Ez a reláció nem mindig függvény, azaz egy kiinduló elemhez nem feltétlenül egy elemet rendel.
Amennyiben egy függvény inverze maga is függvény, akkor a függvényt invertálhatónak mondjuk, inverz relációját pedig az eredeti függvény inverz függvényének. Gyakran röviden csak inverzről is szokás beszélni (noha ez a beszédmód pontatlan, hiszen összekeveri az inverz reláció és inverz függvény fogalmát).
Például a valós számokon értelmezett {\displaystyle f(x)=x+1} függvény – amely minden számhoz egyet ad – inverze {\displaystyle g(x)=x-1}, mert {\displaystyle f(g(x))=((x-1)+1)=x} és {\displaystyle g(f(x))=(x+1)-1=x}. Ez esetben a g(x)-szel jelölt reláció maga is függvény. Ugyanakkor a valós számokon értelmezett {\displaystyle h(x)=x^{2}} függvénynek nincs inverz függvénye. Az inverz reláció ugyanis minden pozitív számhoz két számot rendel (pl. 9-hez a 3-at és −3-at), a negatív számokhoz pedig semmit. Ugyanakkor az inverz relációnak van egy olyan, a g képhalmazából maximális sok elemet megőrző leszűkítése, amely már függvény: ez a négyzetgyökvonás függvénye. Tágabb értelemben – különösen a valós analízisben – az ily módon nyert függvényeket is inverz függvényeknek nevezik (leggyakrabban a ciklometrikus függvényekre alkalmazzák az inverz szót ily módon, melyek a trigonometrikus függvények „inverzei”). Természetesen nem csak a számokon értelmezett függvényeknek lehet inverz relációiról és inverz függvényéről beszélni.
Formálisan az {\displaystyle f:x\mapsto y} függvény inverzét a {\displaystyle f^{-1}} (ejtsd: „f inverze”) szimbólummal jelölik.
egy {\displaystyle y}-hoz azt az egyetlen {\displaystyle x}-et rendeli, melyhez {\displaystyle f} az {\displaystyle y}-t rendelte,
tehát
{\displaystyle f^{-1}:y\mapsto x}, melyre: {\displaystyle f(x)=y}.
Valamely f függvény inverz függvény, ha létezik, akkor egyértelműen létezik, ezért jogos a határozott névelő használata: pl. f az inverz függvénye g-nek.
Függvény inverze csak kölcsönösen egyértelmű hozzárendelések esetén lehetséges, azaz olyan függvények esetén, amelyek különböző {\displaystyle x}-ekhez különböző {\displaystyle y}-okat rendelnek, máskülönben nem teljesülne a fenti egyértelműségi kitétel. Hasonlóképpen leképezés inverze csak kölcsönösen egyértelmű ráképezések esetén lehetséges, azaz olyan leképezések esetén, amelyek különböző {\displaystyle x}-ekhez különböző {\displaystyle y}-okat rendelnek és minden amelyeknél minden {\displaystyle y} elemhez létezik {\displaystyle x} úgy, hogy {\displaystyle f(x)=y}.

## Definíció
Ha az {\displaystyle f:H\rightarrow K} függvény bijektív, azaz minden egyes {\displaystyle K}-beli {\displaystyle y} értékre egyetlenegy olyan {\displaystyle H}-beli {\displaystyle x} érték létezik, amelyre teljesül, hogy {\displaystyle f(x)=y}, akkor minden egyes {\displaystyle y\in K} elem esetén:
{\displaystyle f^{-1}(y)\,}
jelöli azt az egyetlen {\displaystyle H}-beli elemet, melyre
{\displaystyle f(f^{-1}(y))=y\,}
teljesül.
Ekkor {\displaystyle f^{-1}}-vel jelöljük és az {\displaystyle f} inverz függvényének mondjuk a {\displaystyle K} halmazon értelmezett, {\displaystyle K\rightarrow H:\,y\mapsto f^{-1}(y)} függvényt.
Ha {\displaystyle g(y)=x} az {\displaystyle f(x)=y} inverz függvénye, akkor {\displaystyle f(g(y))=y} és {\displaystyle g(f(x))=x}.
Az inverzség egy kölcsönös (szimmetrikus) reláció a függvények között: ha g az inverz függvénye f-nek, akkor f is inverz függvénye g-nek.

## Inverz függvény a halmazelméletben
A halmazelméletben egy függvény rendezett párok egy speciális halmaza éspedig egy olyan halmazelméleti f reláció, melyre az teljesül, hogy a második komponensében egyértelmű, azaz
{\displaystyle (\forall x)(\forall y_{1})(\forall y_{2})(\,(xfy_{1}\;\wedge \;xfy_{2})\;\Rightarrow \;y_{1}=y_{2})}
Minden az értelmezési tartománybeli x-re tehát egyetlen olyan y létezik, hogy amellyel xfy teljesül. Ez esetben ezt az y-t f(x)-szel jelöljük. Így felírható:
{\displaystyle f=\{(x,y)\mid f(x)=y\}}
Ekkor az inverz reláció a párok elemeinek megfordításával keletkezik:
{\displaystyle f^{-1}=\{(y,x)\mid f(x)=y\}}
Ha ez a reláció szintén függvény, azaz f injektív, akkor {\displaystyle f^{-1}} az f inverz függvénye. Természetesen ekkor fennáll:
{\displaystyle \forall x\in \mathrm {Dom} (f)\;\;f^{-1}(f(x))=x} illetve {\displaystyle \forall y\in \mathrm {Ran} (f)\;\;f(f^{-1}(y))=y}
ahol Dom(f) az f függvény értelmezési tartománya, Ran(f) az értékkészlete.

## Algebrai tulajdonságok
Ha az f függvény értelmezési tartománya a H halmaz és értékkészlete a K halmaznak részhalmaza, akkor ez így jelöljük: f:H {\displaystyle \rightarrow } K.

### Jobbinverz
Az f : H {\displaystyle \rightarrow } K függvény jobbinverzeinek (vagy szeléseinek) nevezik az olyan g: K {\displaystyle \rightarrow } H függvényeket, melyekre teljesül:
{\displaystyle f\circ g=\mathrm {id} _{K}\,}
Állítás – Ha egy f:H {\displaystyle \rightarrow } K függvénynek van jobbinverze, akkor f ráképez K-ra.
Bizonyítás. Legyen g a fenti, és vegyünk egy tetszőleges y ∈ K elemet. Mivel idK azonos fog-vel, ezért ugyanott, azaz K-n vannak értelmezve. Ekkor azonban az x:=g(y) olyan H-beli elem, melyre {\displaystyle f(x)=f(g(y))=\operatorname {id} (y)=y}, tehát az x elem f általi képe y. Másként: {\displaystyle K=\operatorname {Ran} (\mathrm {id} _{K})=\operatorname {Ran} (f\circ g)\subseteq \operatorname {Ran} (f)}, tehát {\displaystyle K=\operatorname {Ran} (f)}. ■ 
Állítás – A kiválasztási axióma ekvivalens azzal a kijelentéssel, hogy minden f függvénynek van olyan jobbinverze, mely Ran(f)-en értelmezett.
A kiválasztási axióma mellett tehát érvényes az a kijelentés, hogy egy f:H {\displaystyle \rightarrow } K függvénynek pontosan akkor van jobbinverze, ha f ráképez K-ra.

### Balinverz
Az f:H {\displaystyle \rightarrow } K függvény balinverzeinek (vagy retrakcióinak) nevezik az olyan h: K {\displaystyle \rightarrow } H függvényeket, melyekre teljesül:
{\displaystyle h\circ f=\mathrm {id} _{H}\,}
Állítás – Az f:H {\displaystyle \rightarrow } K függvénynek pontosan akkor van balinverze, ha injektív.
Állítás – Az f:H {\displaystyle \rightarrow } K függvény akkor és csak akkor bijekció H és K között, ha K {\displaystyle \rightarrow } H típusú balinverzei és jobbinverzei léteznek és egyenlők.

### Invertálhatóság
Invertálhatónak nevezzük az f:H {\displaystyle \rightarrow } K függvényt, ha van olyan {\displaystyle f^{-1}}:K {\displaystyle \rightarrow } H függvény, amire
{\displaystyle f\circ f^{-1}=\mathrm {id} _{K}\,}
{\displaystyle f^{-1}\circ f=\mathrm {id} _{H}\,}
egyszerre teljesül. Ekkor {\displaystyle f^{-1}}-et inverznek nevezzük és ez egyértelmű.
Állítás – Egy H {\displaystyle \rightarrow } K függvény pontosan akkor invertálható, ha bijektív.
Fontos algebrai tulajdonság a következő. Ha f és g két invertálható függvény, akkor {\displaystyle f\circ g} is invertálható és
{\displaystyle (f\circ g)^{-1}=g^{-1}\circ f^{-1}}

## Példák
- Legyen a pozitív, egytől különböző valós szám. Az R {\displaystyle \rightarrow } R+; x {\displaystyle \mapsto } ax függvény (az a alapú exponenciális függvény) bijektív és minden b pozitív valós számhoz egyértelműen létezik az a loga b valós szám, melyre

{\displaystyle a^{\log _{a}b}=b\,}
Ezért a pozitív valós számok halmazán értelmezett y {\displaystyle \mapsto } loga y függvény az a alapú exponenciális függvény inverze.
Valójában az is igaz, hogy az a alapú logaritmusfüggvény inverze nem más, mint az a alapú exponenciális függvény.
- Melyik az a szög, aminek a szinusza {\displaystyle {\frac {1}{2}}}-del egyenlő (sin x = {\displaystyle {\frac {1}{2}}})? Ekkor a szinuszfüggvény egy leszűkítésének inverze, az arkusz szinusz függvény játszik fontos szerepet.
- Melyik az a kitevő, amelyre a 10-et emelve 1 000 000-t kapunk (10n = 1 000 000)? Ekkor a tízes alapú exponenciális függvény inverze, a tízes alapú logaritmus kerül elő.
- Melyik az a szám, aminek a köbe 729 -cel egyenlő (x3 = 729)? Ennél a feladatnál a harmadik hatványra emelés függvény inverze, a köbgyök függvény segít.

## Inverz függvény létezésének elégséges feltételei
- Folytonosan differenciálható (legtágabb értelmezési körében normált terek között ható) függvény esetén elégséges feltételt az Inverzfüggvény-tétel ad az inverz lokális létezésére.
- Lineáris operátorok esetén az invertálhatóság szükséges és elégséges feltétele a leképezés mátrixának nemnulla determinánsa. (Pontosabban, ha {\displaystyle {\mathcal {A}}} egy a véges dimenziós V vektortérből V-be képező lineáris leképezés és A a koordinátamátrixa, akkor {\displaystyle {\mathcal {A}}} pontosan akkor injektív, ha det(A) ≠ 0)

## Geometriai jellemzés

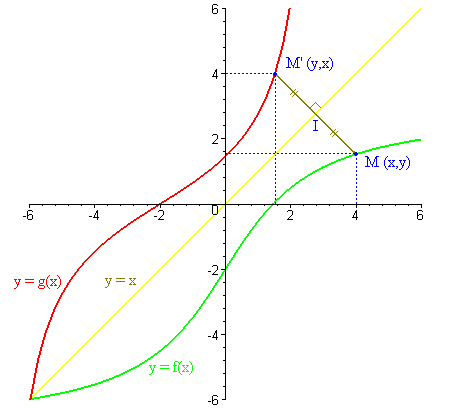

Egy f invertálható valós-valós függvény inverzének grafikonját megkapjuk, ha az y = x egyenletű egyenesre tükrözzük az f grafikonját.

## Analitikus tulajdonságok

### Folytonos függvények inverzei
A legelső állítás, mely a topológia esetén már köthető az inverz függvényhez, az a folytonosság definíciója. Könnyen belátható ugyanis, hogy egy f, a {\displaystyle T_{1}} topologikus térből a {\displaystyle T_{2}} topologikus térbe képező függvény pontosan akkor folytonos, ha tetszőleges nyílt halmaz f általi ősképe (vagy inverz képe) szintén nyílt. Természetesen az inverz kép és az inverz általi kép nem ugyanaz a fogalom. Míg a {\displaystyle H} ⊆ {\displaystyle T_{2}} halmaz
{\displaystyle \{x\in T_{1}\mid f(x)\in H\}}
ősképe mindig értelmezett, addig az inverz függvény általi
{\displaystyle \{f^{-1}(y)\in T_{1}\mid y\in H\}}
kép csak invertálható f függvény esetén. Persze ez esetben a két halmaz megegyezik.
Tétel – Ha a {\displaystyle (T_{1},{\mathfrak {T}}_{1})} és {\displaystyle (T_{2},{\mathfrak {T}}_{2})} topologikus terek között ható f : {\displaystyle T_{1}}{\displaystyle \rightarrow }{\displaystyle T_{2}} függvény injektív és {\displaystyle {\mathfrak {T}}_{1}}-{\displaystyle {\mathfrak {T}}_{2}}-folytonos, akkor inverze nyílt leképezés.
Ettől még lehet {\displaystyle f^{-1}} folytonos is és nemfolytonos is.
Az inverz függvény folytonosságára a következő esetekben következtethetünk.
Tétel – Az intervallumon értelmezett, injektív, folytonos {\displaystyle f:\,I}{\displaystyle \rightarrow }{\displaystyle \mathbb {R} } függvény inverze folytonos.
Tétel – Az intervallumon értelmezett, szigorúan monoton {\displaystyle f:\,I}{\displaystyle \rightarrow }{\displaystyle \mathbb {R} } függvény inverze folytonos.
Az előbbi tételek lényegesen kihasználják, hogy a függvény intervallumon értelmezett és a valós számok halmazába képez. A többdimenziós megfogalmazás általános esetben nem végigvihető.
Érdemes még megemlíteni, hogy intervallumon értelmezett valós-valós függvények esetén az injektivitásból és a folytonosságból következik, hogy a függvény szigorúan monoton, ezért következik az injektivitásból az inverz folytonossága.

### Differenciálható függvény inverze
Tétel – Az inverz függvény deriváltja – Ha az invertálható, valós-valós f függvény differenciálható az értelmezési tartománya egy u pontjában, {\displaystyle f^{-1}} differenciálható f(u)-ban és {\displaystyle f'(u)\neq 0}, akkor
{\displaystyle (f^{-1})'(f(u))={\frac {1}{f'(u)}}}
Bizonyítás. Tudjuk, hogy a fenti f:H{\displaystyle \rightarrow } K bijektív függvényre az alábbi határérték létezik, véges és {\displaystyle f'(u)}-val egyenlő:
{\displaystyle \lim \limits _{x\to u}{\frac {f(x)-f(u)}{x-u}}}
f injektivitása és a határérték és a függvénykompozíció közös tulajdonságai miatt (az f(x)=y és {\displaystyle x=f^{-1}(y)} formális helyettesítéssel) fennáll:
{\displaystyle \lim \limits _{y\to f(u)}{\frac {y-f(u)}{f^{-1}(y)-u}}=f'(u)}
Mivel pedig {\displaystyle f'(u)} nem nulla, ezért a határérték reciproka is létezik:
{\displaystyle \lim \limits _{y\to f(u)}{\frac {f^{-1}(y)-u}{y-f(u)}}={\frac {1}{f'(u)}}}
Eszerint {\displaystyle (f^{-1})'(f(u))={\frac {1}{f'(u)}}}.■
Ha a tétel feltételei az f:H{\displaystyle \rightarrow } K bijektív valós-valós függvény értelmezési tartományának minden pontjára teljesülnek, akkor ezt még a következő egyenlőségekkel is kifejezhetjük:
{\displaystyle \forall y\in K\;\;(f^{-1})'(y)={\frac {1}{f'(f^{-1}(y))}}} illetve {\displaystyle (f^{-1})'={\frac {1}{f'\circ f^{-1}}}}.
Az inverz differenciálhatóságának teljesülésére a következő elégséges feltételeket fogalmazhatjuk meg.
Tétel – (lokális alak) – Ha az invertálható, valós-valós f függvény differenciálható az értelmezési tartománya egy u pontjában, {\displaystyle f^{-1}} folytonos f(u)-ban és {\displaystyle f'(u)\neq 0}, akkor {\displaystyle f^{-1}} differenciálható f(u)-ban.
Bizonyítás. A differenciálhatóság Caratheodory-féle jellemzését fogjuk használni. Az f:H{\displaystyle \rightarrow }K függvény differenciálhatósága azt jelenti, hogy van olyan u-ban folytonos, u-ban {\displaystyle f'(u)} értéket felvevő {\displaystyle C_{u}^{f}} függvény, mellyel {\displaystyle f(x)=f(u)+C_{u}^{f}(x)\cdot (x-u)} teljesül minden x ∈ H-ra. Emiatt tetszőleges y ∈ K-ra egyértelműen létezik olyan x ∈ H, amire y=f(x), és így
{\displaystyle y=f(u)+C_{u}^{f}(f^{-1}(y))\cdot (f^{-1}(y)-u)}
teljesül. u-nak, a {\displaystyle C_{u}^{f}} u-beli folytonossága miatt és {\displaystyle f'(u)\neq 0} értéke miatt van olyan környezete K-ban, ahol {\displaystyle C_{u}^{f}} sehol sem nulla. Az {\displaystyle f^{-1}} függvény f(u) körüli pontjait ebbe a környezetbe képező pontjainak halmazán értelmezett
{\displaystyle C_{f(u)}^{f^{-1}}:={\frac {1}{C_{u}^{f}\circ f^{-1}}}}
leképezés alkalmas lesz az inverz Caratheodory-féle függvényének, a következők miatt. Egyrészt az említett egyenlőség miatt fennáll az
{\displaystyle f^{-1}(y)=u+{\frac {y-f(u)}{C_{u}^{f}(f^{-1}(y))}}}
egyenlőség, másrészt {\displaystyle {\frac {1}{C_{u}^{f}\circ f^{-1}}}} folytonos az f(u) pontban a függvénykompozíció tényezőinek folytonossága folytán.■
Tétel – (globális alak) – Ha az intervallumon értelmezett f valós-valós függvény differenciálható és {\displaystyle f'\neq 0} (azaz a derivált sehol sem nulla), akkor szigorúan monoton és {\displaystyle f^{-1}} differenciálható.
Bizonyítás. Legyen f:{\displaystyle I}{\displaystyle \rightarrow }{\displaystyle \mathbb {R} } a fenti tulajdonságú függvény. {\displaystyle f'} mindenhol azonos előjelű, ugyanis ha egy zárt intervallum végpontjaiban ellenkező előjelű lenne, akkor e két érték között minden értéket, így a 0-t is felvenné, a Darboux-tétel miatt. Ez a {\displaystyle f'\neq 0} feltétel miatt azonban lehetetlen. Ekkor vagy mindenhol szigorúan monoton nő, vagy szigorúan monoton csökken, tehát injektív. Ilyen függvény inverze azonban mindenhol folytonos, így az előbb lokális alakban kimondott tétel miatt az inverz mindenütt differenciálható. ■
Ez a tétel lényegében az inverzfüggvény-tétel egy elég erős feltételeket tevő globális megfogalmazása. Az inverzfüggvény-tétel annak az elégséges feltételét fogalmazza meg, hogy egy differenciálható függvény mikor invertálható egy pont közelében.

## Külső hivatkozások
- PlanetMath: Inverse function szócikk
- Encyclopaedia of Mathematics: Inverse function